# Alekseï Aleksandrov
Alekseï Guennadievitch Aleksandrov ou Alexeï Alexandrov (en russe : Алексей Геннадьевич Александров, en biélorusse : Аляксей Аляксандраў, en anglais : Aleksej Aleksandrov ou Alexei Alexandrov) est un joueur d'échecs biélorusse né le 11 mai 1973 en Biélorussie. Grand maître international depuis 1997, il a remporté le championnat d'Europe d'échecs junior en 1992 et quatre fois le championnat de Biélorussie (en 1989, 1990, 1996 et 2007). Au 1er juillet 2013, il est le 128e joueur mondial et le no 2  biélorusse avec un classement Elo de 2 637 points.

## Biographie et carrière
En 1991, Aleksandrov remporta le dernier championnat d'URSS junior (9/11) à Alma-Ata devant Daniellan, Roublevski, Onischuk et Fridman et il finit deuxième du championnat du monde d'échecs de la jeunesse (moins de 18 ans) derrière Vladimir Kramnik à Guarapuava. L'année suivante, il gagna le championnat d'Europe d'échecs junior 1992, puis il finit deuxième de la même compétition en 1993  (à Vejen).
Aleksandrov a remporté les tournois de :
- Mykolaïv 1993 (tournoi zonal) ;
- Stockholm 1995 ;
- Spasskoïe 1996 ;
- Minsk 1996 ;
- Gistrup (Danemark) 1996 ;
- Kstovo 1998 ;
- Saint-Pétersbourg 2000 ;
- Bad Wörishofen 2001 ;
- Dubaï 2001 ;
- Moscou 2002 et 2003 (Open Aeroflot) ;
- Minsk 2005 ;
- Saratov 2007.

En 2007, il remporta le championnat d'Europe d'échecs rapide à Varsovie.

## Vice-champion d'Europe (2000)
En 2000, Alekseï Aleksandrov reçut la médaille d'argent au championnat d'Europe d'échecs individuel.
La même année, il participa à la première coupe du monde d'échecs organisée à Shenyang et qui ne comprenait que 24 joueurs répartis en quatre poules de six joueurs. Il finit à l'avant-dernière place de son groupe lors de la phase de poules .

## Championnats du monde et coupes du monde
| Année | Lieu            | Résultat       | Ultime adversaire      | Adversaires battus              |
| ----- | --------------- | -------------- | ---------------------- | ------------------------------- |
| 1997  | Groningue       | troisième tour | Zurab Azmaiparashvili  | Boris Gulko, Jóhann Hjartarson  |
| 1999  | Las Vegas       | deuxième tour  | Peter Svidler          | Julio Becerra Rivero            |
| 2000  | New Delhi       | troisième tour | Ievgueni Bareïev       | Fouad El Taher, Anton Korobov   |
| 2004  | Tripoli         | deuxième tour  | Hikaru Nakamura        | Essam El-Gindy                  |
| 2017  | Tbilissi        | troisième tour | Maxime Vachier-Lagrave | Aleksandr Lenderman, Aryan Tari |
| 2019  | Khanty-Mansiïsk | premier tour   | Lê Quang Liêm          |                                 |

## Compétitions par équipe
Il a participé à sept olympiades de 1996 à 2008 pour la Biélorussie, remportant la médaille de bronze au deuxième échiquier en 1998.